# Liste der denkmalgeschützten Objekte in Sankt Urban (Kärnten)
Die Liste der denkmalgeschützten Objekte in Sankt Urban enthält die 8 denkmalgeschützten, unbeweglichen Objekte der Gemeinde Sankt Urban in Kärnten.

## Denkmäler
| Foto |                 | Denkmal                                                                     | Standort                              | Beschreibung | Metadaten |
| ---- | --------------- | --------------------------------------------------------------------------- | ------------------------------------- | --- | --- |
| ja   | Datei hochladen | Schloss Bach HERIS-ID: 35969 Objekt-ID: 34816                               | Schlossstraße 1 Standort KG: Bach     | Das Schloss aus der ersten Hälfte des 16. Jahrhunderts ist ein mächtiger Renaissancebau mit zwei vorspringenden quadratischen Ecktürmen. Bemerkenswert ist, dass die Dekoration der Holzkassettendecken mit bedrucktem Fladerpapier erhalten ist. | BDA-Hist.: Q1322283 Status: Bescheid Stand der BDA-Liste: 2025-06-30 Name: Schloss Bach GstNr.: 36/2 Schloss Bach, Sankt Urban                                     |
| ja   | Datei hochladen | Pfarrhof (ehemalige Schule) HERIS-ID: 54838 Objekt-ID: 63252                | Kirchweg 1 Standort KG: Bach          | Ehemalige Schule. Der Pfarrhof ist ein unter Bischof Salm errichteter zweigeschoßiger Barockbau mit Wandmalereiresten an der Fassade. Restauration erfolgte im Jahre 1996. | BDA-Hist.: Q38062677 Status: § 2a Stand der BDA-Liste: 2025-06-30 Name: Pfarrhof GstNr.: 77/1 Pfarrhof, Sankt Urban                                                |
| ja   | Datei hochladen | Kath. Pfarrkirche hl. Urban und Kirchhof HERIS-ID: 54839 Objekt-ID: 63253   | Kirchweg 2 Standort KG: Bach          | Die Kirche ist großteils ein spätgotischer Bau aus dem ersten Viertel des 16. Jahrhunderts, Chorturm und Chor sind aus dem 14. Jahrhundert mit Wandmalereien aus dem 15. Jahrhundert. Das Langhaus wurde mit spätbarocker Pilastergliederung bemalt. Zwei Wandaltäre (Hochaltar und rechter Seitenaltar) und die Kanzel sind etwa von 1740; der linke Seitenaltar ist ein Ädikulaaltar etwa von 1670. | BDA-Hist.: Q1640843 Status: § 2a Stand der BDA-Liste: 2025-06-30 Name: Kath. Pfarrkirche hl. Urban und Kirchhof GstNr.: 103 Pfarrkirche hl. Urban, Sankt Urban     |
| ja   | Datei hochladen | Fußgängerbrücke über den Urbanerbach HERIS-ID: 80657 Objekt-ID: 94402       | bei Kirchweg 2 Standort KG: Bach      | Die holzgedeckte Fußgängerbrücke wurde 2007 saniert. Anmerkung: Die Fußgängerbrücke über den Urbanerbach verbindet die Katastralgemeinden Bach und St. Urban. | BDA-Hist.: Q38174292 Status: § 2a Stand der BDA-Liste: 2025-06-30 Name: Fußgängerbrücke über den Urbanerbach GstNr.: 103, 210 Fußgängerbrücke über den Urbanerbach |
| ja   | Datei hochladen | Kath. Filialkirche hl. Petrus und Kirchhof HERIS-ID: 54130 Objekt-ID: 62282 | Kleingradenegg 1 Standort KG: Bach    | Die im Kern vermutlich frühgotische Kirche mit eingezogenem steinplattlgdeckten Chor mit geradem Schluss hat einen Dachreiter und eine mit 1879 bezeichnete Vorhalle. Die Gewölbemalereien stammen aus dem 19. Jahrhundert. Die Glocke ist von 1400. | BDA-Hist.: Q1412886 Status: § 2a Stand der BDA-Liste: 2025-06-30 Name: Kath. Filialkirche hl. Petrus und Kirchhof GstNr.: 207 Filialkirche Kleingradenegg          |
| ja   | Datei hochladen | Kath. Filialkirche hl. Paulus HERIS-ID: 54776 Objekt-ID: 63172              | Sankt Paul 10 Standort KG: Rasting    | Die Kirche hat ein im Kern wohl romanisches Langhaus, einen gotischen Chor und einen zwiebelbehelmten Chorturm mit barockem Erscheinungsbild. Hochaltar, Seitenaltäre und Kanzel stammen aus dem späten 17. und dem frühen 18. Jahrhundert. | BDA-Hist.: Q1412873 Status: § 2a Stand der BDA-Liste: 2025-06-30 Name: Kath. Filialkirche hl. Paulus GstNr.: 451 Filialkirche hl. Paul, Sankt Urban                |
| ja   | Datei hochladen | Mesnerhaus HERIS-ID: 54837 Objekt-ID: 63251                                 | Kirchweg 3 Standort KG: St. Urban     | Das Mesnerhaus wurde in den Jahren 1817/18 erbaut und ist ein zweigeschoßiger Blockhausbau mit weiß gemörtelten Fugen. | BDA-Hist.: Q38062664 Status: § 2a Stand der BDA-Liste: 2025-06-30 Name: Mesnerhaus (ehemalige Schule) GstNr.: 782 Mesnerhaus, Sankt Urban                          |
| ja   | Datei hochladen | Fußgängerbrücke über den Urbanerbach HERIS-ID: 82548 Objekt-ID: 96379       | bei Kirchweg 3 Standort KG: St. Urban | Die holzgedeckte Fußgängerbrücke wurde 2007 saniert. Anmerkung: Die Fußgängerbrücke über den Urbanerbach verbindet die Katastralgemeinden Bach und St. Urban. | BDA-Hist.: Q38178759 Status: § 2a Stand der BDA-Liste: 2025-06-30 Name: Fußgängerbrücke über den Urbanerbach GstNr.: 783                                           |